# Shahnaz Pahlavi
Shahnaz Pahlavi (tiếng Ba Tư: شهناز پهلوی; sinh ngày 27 tháng 10 năm 1940), là công nương của Iran, con gái đầu lòng của Quốc vương Mohammad Reza Pahlavi với người vợ đầu tiên của ông, công nương Fawzia Fuad của Ai Cập.

## Thuở thiếu thời

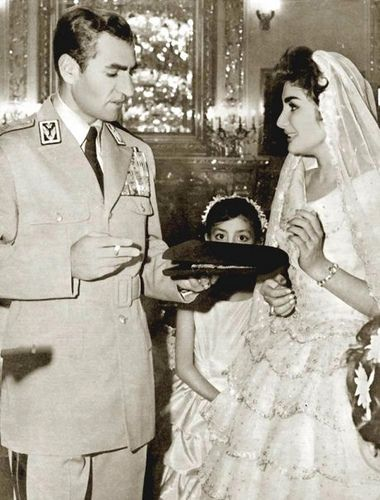
Shahnaz Pahlavi trong ngày hôn lễ, bên trái là cha bà, vua Mohammad Reza Pahlav

Shahnaz Pahlavi được sinh ra tại Tehran vào ngày 27 tháng 10 năm 1940. Bà là người con duy nhất của Mohammad Reza Pahlavi với vị vương hậu đầu tiên là Fawzia Fuad của Ai Cập. Shahnaz là chị cùng cha khác mẹ với Thái tử Reza Pahlavi, công nương Farahnaz Pahlavi, hoàng tử Ali-Reza Pahlavi và công nương Leila Pahlavi. Bốn người sau là con của Mohammad với bà vợ thứ ba là vương hậu Farah Pahlavi. Ông bà ngoại của Shahnaz là Quốc vương Fuad I và vương hậu Nazli Sabri của Ai Cập; và ông bà nội của công nương là Quốc vương Reza Shah và Vương hậu Tadj ol-Molouk. Shahnaz Pahlavi được giáo dục tại Thụy Sĩ nư người mẹ của mình.

## Đời tư
Cuộc hôn nhân đầu tiên của Shahnaz Pahlavi là vào năm 17 tuổi, với vị hôn phu là Ardeshir Zahedi. Lễ cưới diễn ra vào ngày 11 tháng 10 năm 1957, tại Cung điện Golestan ở Tehran. Ardeshir là Bộ trưởng Bộ ngoại giao một thời của Iran và hai lần được làm Đại sứ Iran tại Hoa Kỳ (1957 – 1964 và 1972 – 1979). Zahedi và công nương Shahnaz gặp nhau lần đầu tại Đức vào năm 1955. Họ sinh được một người con gái là Zahra Mahnaz Zahedi vào ngày 2 tháng 12 năm 1958. Tuy nhiên, cuộc hôn nhân này đổ vỡ vào năm 1964.
Shahnaz sau đó tái giá với Khosrow Jahanbani vào tháng 2 năm 1971 tại Đại sứ quán Iran, Paris. Cuộc hôn nhân của họ kéo dài cho đến khi Jahanbani qua đời vào tháng 4 năm 2014. Họ có một con trai, Keykhosrow (sinh ngày 20 tháng 11 năm 1971) và một con gái, Fawzia (sinh năm 1973).
Dưới triều đại của cha bà, Shahnaz đã đầu tư vốn vào các doanh nghiệp nông nghiệp và các nhà máy lắp ráp xe đạp và xe máy của hãng Honda. Kể từ sau cuộc Cách mạng Iran năm 1979, Shahnaz Pahlavi sang Thụy Sĩ định cư.

## Tham khảo

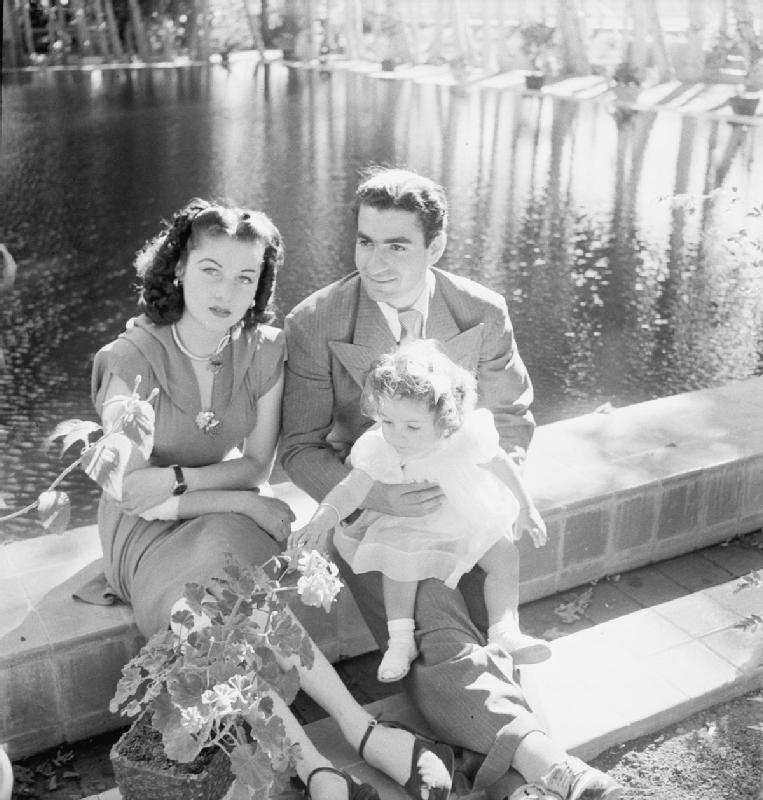
Shahnaz Pahlavi lúc nhỏ và cha mẹ